# Бухфарт
Бухфарт (нем. Buchfart) — община в Германии, в земле Тюрингия. 
Входит в состав района Веймар. Подчиняется управлению Меллинген.  Население составляет 183 человека (на 31 декабря 2010 года). Занимает площадь 7,20 км².
Коммуна подразделяется на 18 сельских округов.